# 丸山義行
丸山 義行（まるやま よしゆき、1931年10月28日 - 2024年1月15日）は、栃木県今市市出身の元サッカー選手、サッカー審判員・指導者。日本人として初めてFIFAワールドカップ審判に選出されるなどの実績から日本のサッカー審判員の第一人者と呼ばれる人物である。

## 経歴
栃木県立今市高等学校時代にはアイスホッケー部とサッカー部に所属。1950年に中央大学へ進学しサッカー部へ加入し小野卓爾の指導を受けた。
1954年に大学卒業後は小野の下でコーチとして同サッカー部の指導を補佐する一方で、当時のサッカー協会では「各大学から一名ずつ審判員を派遣する」との方針があった事情から審判員を務めることになった。個人の意に反して審判員としての道へ進んだ丸山だったが、試合の中で重要な役割を担う審判の面白さに引きこまれると、1956年から日本サッカー協会 (JFA) の1級審判員になり、1961年からは国際サッカー連盟 (FIFA) の国際審判員となった。
国内では日本サッカーリーグ (JSL) やサッカー日本代表の国際試合などで主審を務め、国際審判員としては1964年の東京オリンピックで線審（副審）として2試合、1968年のメキシコオリンピックではグループリーグC組のハンガリー対ガーナ戦で主審、同D組のチェコスロバキア対タイ戦で線審（副審）を務めた。当初は準々決勝のハンガリー対グアテマラ戦で主審を任せられていたものの、この大会で日本が準々決勝を勝ち上がっており、丸山が主審を務める試合の勝者と日本が対戦する可能性があったことから主審から外された。この大会を経験したことで当時のFIFA会長のスタンリー・ラウスから「2年後のワールドカップに向けて準備をするように」と直接声をかけられるなど、審判員としての評価を高めた。
1970年のワールドカップ・メキシコ大会では、日本人初のワールドカップ審判に選出。グループリーグ・ペルー対ブルガリア戦、ペルー対モロッコ戦の2試合で線審を務めた後、46歳で審判員を引退。国際審判員として15年間にわたって活動した実績により1979年にFIFA審判特別功労賞を受賞した。その一方で、ワールドカップというトップレベルの大会を経験したことで国際舞台での審判としての実力差を痛感し、「審判のレベルを上げ、世界各国の選手と対等に渡り合えなければ良い審判になれない」との考えを持つに至った。
1987年、FIFA国際審判員顕彰を授与。
引退後の1985年から1992年まではJSL、同年4月から2002年2月まで日本プロサッカーリーグ規律委員会委員長を務め審判員の育成と技術向上に努めると共に、1995年2月からはマッチコミッショナー委員会委員も務め、退任後はJリーグ参与に就任した。
またサッカー指導者としても1975年から1994年、1996年から2000年の間、母校の中央大学の監督を務め、関東大学サッカーリーグ戦優勝1回（1978年）、全日本大学サッカー選手権大会優勝2回（1980年、1992年）に導いた。また同サッカー部の指導者として、40数年間にわたり日本各地で巡回指導を行い、サッカー普及に努めた実績から、2001年に国際オリンピック委員会 (IOC) とFIFAから国際ボランティア年記念の感謝状が贈られた。
2009年、日本サッカー殿堂入りを果たした。
2024年1月15日に老衰のため自宅で死去。92歳没。